# 평생교육
평생 교육(平生敎育, 영어: lifelong learning, extension school, extension college, extended college) 또는 평생 학습(平生學習)은 개인 사유 또는 전문성을 이유로 지식을 지속적으로, 자발적으로, 자기주도적으로 추구하는 학습이다. 개인의 경쟁력과 취직 능력에 중요할 뿐 아니라 사회적 배제, 액티브 시티즌십, 개인 발전의 강화에도 기여한다.

## 목적
국가와 사회적 측면에서 평생교육은 개인의 경쟁력을 강화시킴으로써 국가 경쟁력의 발전을 도모하려는 목적과 사회 구성원들로 하여금 개개인의 권리와 의무에 대한 인식을 높여 보다 신뢰할 수 있는 사회를 만드려는 목적을 갖고 있다. 또한 개인을 충분히 계발하여 풍성한 삶, 가치 있는 삶을 영위할 수 있는 기반을 마련하려는 개인적 측면이 있다.

## 개념
평생 교육이란 "개인의 출생에서부터 죽을 때까지(요람에서 무덤까지) 전 생애에 걸친 교육(수직적 차원)과 학교 및 사회 전체 교육(수평적 차원)의 통합"이라고 말함으로써 교육의 통합성과 종합적 교육 체계를 강조하는 것을 말한다.
평생 교육이란 말 그대로 평생에 걸쳐서 행하여지는 교육을 의미하는 것으로, 연령과 사회의 한계를 벗어난 일생에 걸친 교육을 의미한다. 이것은 '평생 학습의 실현'이라는 의미에서 기존에 있었던 '학교 중심의 교육'이라는 교육의 관념적 한계에서 탈피하고자 하는 생각의 일환으로 파악될 수 있다. 이런 점에서 평생 교육은 자신의 자아 실현과 만족을 위한 자기 주도적 학습인 '평생 학습'과 유사한 개념으로 쓰이기도 하지만, 정확한 의미를 본다면 이런 평생 학습이 이루어질 수 있도록 학습의 과정과 환경 등을 체계적으로 수립한 일반 교육 과정 및 체계를 이르는 개념이라 할 수 있다. 그렇기 때문에 평생 교육의 목적은 삶의 과정에서 이루어지는 '평생 학습'을 가능하게 하는 것이라고도 볼 수 있으며, 이는 기존에 있었던 교육에 대한 담론을 더 광의의 영역으로 확장시키는 역할을 하였다.

## 전략적 방법
5가지 핵심 전략이 평생학습에서의 정책 개혁을 추진하는 전략으로 꼽히고 있다.
첫째, 학습의 모든 형태를 인정하며, 공식(formal) 과정의 학습만으로 제한시킬 필요는 없다.
둘째, 기초기관을 잘 설립하는 것이 중요하다. 전통적인 자기 주도 학습을 담당하는 기관, 동기, 자본을 이용하는 것이다. 국제적으로도 상위기관의 인증(qualification)이 없거나 강력한 문학적 기술(strong literacy skills)이 없이도 미래의 성인 교육훈련에 참여하는 것 또는 사내 교육 훈련에 성인을 참여하도록 하는 것이 쉽게 가능하다는 것을 알 수 있다. 학습하려는 문화(culture of learning)는 성인 학습을 촉진하는 데에 매우 중요하며, 정부 및 사회적 파트너들이 학습자들의 요구를 갱신하고, 성인 학습의 기술을 업뎃하는 것도 중요한 결정이다.
셋째, 평생교육의 환경에서 우선권에 접근하는 것을 개선하는 것이다. 개인이 인생에서 학습할 수 있는 기회를 다양하게 제공하고 지식 기반 경제의 사회를 살면서 교육 및 학습의 자원에서 배제되지 않도록 하는 것이다. 더 나아가, 이러한 기회에서의 평등을 통해 사회 구성원의 상호 이해, 넓게는 사회의 민주적 절차에서 조직을 개선하는 데에 도움을 줄 수 있다.
넷째, OECD가 강조하는 것은 자원 분배의 중요성이다. 각 분야에 인센티브를 제공하여 다양한 참여자를 지원하고 그 결과로 평생학습을 증진시킬 수 있다.
다섯째, 정책 개발에서의 협력이 요구된다. 넓은 범위의 파트너를 만남으로서, 교육부 이외의 다양한 정부 부처와 협력이 필요하다.

## 참고 문헌
- 헌법재판소 판례 2011.6.30. 2010헌마503

## 같이 보기
- 성인 교육
- 평생교육법
- 평생교육사
- 서울시민대학
- 프로젝트 위기
- 한국사회교육원
- 국가평생교육진흥원
- 발달장애인평생교육센터